# Сантоліна кипарисоподібна
Сантоліна кипарисоподібна (Santolína chamaecyparíssus) — вид багаторічних рослин, що належить до роду Сантоліна (Santolina) родини айстрові (Asteraceae) або складноцвіті (Compositae). Лектотип роду.
Декоративна та ароматична рослина, поширена в Південній Європі.

## Морфологічна характеристика
Напівкущ, рідше багаторічна трав'яна рослина, до метра заввишки з різким запахом. Стебла прямостоячі або висхідні, зелені або сіруваті від опушення. Квітконоси під кошиком звичайно безлисті. Листки 1-6 см завдовжки, на коротких, трохи розширених при основі черешках, лінійні в обрисі, з численними довгими вузькими зубцями до перисто-розсічених (частки також можуть бути розсіченими), покриті густим сплутаним матовим опушенням, і тому виглядають сірими.
Кошики поодинокі на верхівці стебла та гілочок. Обгортка 6-10 мм у діаметрі, напівкуляста, її листочки ланцетні до яйцеподібних, кілюваті, з повстяним опушенням, внутрішні — із заокругленою розірваною верхівкою. Квітки трубчасті, яскраво-жовті до кремових, 3-5 мм завдовжки.
Сім'янки 1,5-2 мм завдовжки, з чотирма поздовжніми ребрами, позбавлені чубка.

## Поширення
У природі трапляється у Західному та Центральному Середземномор'ї, на сході доходить до Далмації.
Розповсюджена як декоративна (огороджувальна) і пахуча рослина, іноді дичавіє.
В Іраку вирощується з медичною метою. Також може використовуватися як інсектицид для боротьби з міллю.

## Таксономія

### Синоніми
Гомотипні
- Abrotanum foemina Garsault, 1764, nom. inval.
- Santolina brevidentata Stokes, 1812, nom. superfl.
- Santolina cupressiformis Lam., 1779, nom. superfl.
- Santolina dentata Moench, 1794, nom. illeg.
- Santolina pallida Salisb., 1796, nom. superfl.

Гетеротипні
- Santolina marchii Arrigoni, 1977
- Santolina villosissima Poir., 1805